# Nationaal Park Pripysjminskië Bory
Nationaal Park Pripysjminskië Bory (Russisch: Национальный парк Припышминские боры) is een nationaal park gelegen in de oblast Sverdlovsk in het zuidwesten van West-Siberië. De oprichting tot nationaal park vond plaats op 20 juni 1993 per decreet (№ 589/1993) van de regering van de Russische Federatie. Het nationaal park heeft een oppervlakte van 493,66 km² verdeeld over twee clusters. Sinds 2011 valt ook het nabijgelegen natuurreservaat Zakaznik Tjoemenski onder het beheer van Nationaal Park Pripysjminskië Bory.

## Kenmerken
Nationaal Park Pripysjminskië Bory ligt in het West-Siberisch Laagland en is verdeeld over twee clusters die circa 30 kilometer van elkaar verwijderd zijn. Tussen de twee clusters in bevindt zich de Trans-Siberische spoorlijn. Deelgebied Talitskaja datsja is gelegen op de rechteroever van de rivier Pysjma en ligt vlak onder de stad Talitsa. Deelgebied Toegoelymskaja datsja is gelegen tussen de rivieren Pysjma en Toera.
Beide gebieden bestaan grotendeels uit dennenbossen, waarin ook een belangrijke rol is weggelegd voor planten als kleine veenbes (Vaccinium oxycoccos), blauwe bosbes (Vaccinium myrtillus) en rijsbes (Vaccinium uliginosum). Naast de grove den (Pinus sylvestris) zijn ook de esp (Populus tremula), fijnspar (Picea abies), zachte berk (Betula pendula) en ruwe berk (Betula pubescens) belangrijke bosvormers. Minder vaak worden soorten als Siberische zilverspar (Abies sibirica), witte els (Alnus incana) en Siberische lariks (Larix sibirica) aangetroffen. Deelgebied Toegoelymskaja datja kent daarnaast ook een groot hoogveengebied en een diep zoetwatermeer.

## Dierenwereld
De fauna in het reservaat is kenmerkend voor het zuiden van de taigagordel. Er zijn 50 soorten zoogdieren, meer dan 140 broedvogels, vijf reptielen, vijf amfibieën en zeventien vissen vastgesteld. Diersoorten die men hier kan aantreffen zijn bijvoorbeeld het eland (Alces alces), Siberisch ree (Capreolus pygargus), meervleermuis (Myotis dasycneme), Siberische grondeekhoorn (Tamias sibiricus), auerhoen (Tetrao urogallus), hazelhoen (Tetrastes bonasia), moerassneeuwhoen (Lagopus lagopus) en Siberische landsalamander (Salamandrella keyserlingii).